# 16
16 је била преступна година.

## Догађаји
- Гај Галерије постаје нови гувернер Египта.
- Две победе Германика над Арминијем, укључујући битку код Идистависа.
- Батавски вођа Хариовалд је поражен у борби са Херусцима.
- Погубљење узурпатора Климента. Суђења против астролога. Германик је опозван у Рим, тријумфовао и послат на исток.
- Јеврејски првосвештеник Елеазар.